# La Ceiba, Querétaro Arteaga
La Ceiba är en ort i Mexiko.   Den ligger i kommunen Jalpan de Serra och delstaten Querétaro Arteaga, i den centrala delen av landet, 200 km norr om huvudstaden Mexico City. La Ceiba ligger 918 meter över havet och antalet invånare är 162.
Terrängen runt La Ceiba är kuperad åt nordväst, men åt sydost är den bergig. Runt La Ceiba är det ganska glesbefolkat, med 23 invånare per kvadratkilometer. Närmaste större samhälle är Jalpan, 8,8 km nordväst om La Ceiba. I omgivningarna runt La Ceiba växer huvudsakligen savannskog.